# Henri Théodore Pigozzi
Enrico Teodoro Pigozzi (även känd som Henri Théodore Pigozzi), född 26 juni 1898 i Turin, död den 18 november 1964 i Neuilly-sur-Seine, var en italiensk entreprenör och grundare av den franska biltillverkaren Simca.
Efter första världskrigets slut köpte Pigozzi distributionsrättigheterna för Piemonteregionen till brittiska och amerikanska motorcyklar från överskottslagren. Senare började han importera skrot från Frankrike till masugnar i Piemonte. Den största köparen av stålet som tillverkades där var Fiat. Pigozzi var bekant med fransk industri och 1926 utsågs han till direktör för ett nytt distributionsföretag, SAFAF (Société Anonyme Français des Automobiles FIAT) baserat i Suresnes för import och senare montering av italienska Fiat.
Pigozzi grundade Simca 1934 för licenstillverkning av Fiat-bilar. Företaget övertog lokaler i Nanterre, en förort till Paris, efter biltillverkaren Donnet. Pigozzi ledde Simca i nästan 30 år. Chrysler Corporation hade köpt in sig i företaget i slutet av 1950-talet och när man övertog aktiemajoriteten 1963 tvingades Pigozzi avgå som verkställande direktör. Han avled av en hjärtattack 1½ år senare.